# Al-Muqtafi
Abu Abdallah Muhammad ibn Ahmad al-Mustazhir (arabiskaأبو عبد الله محمد بن أحمد المستظهر;; även känd i väst med stavningen Al-Muqtafi li-Amr Allah), född 9 April 1096, död 12 Mars 1160, var en abbasidisk kalif 1136–1160.